# Lago Tianchi
El lago Tianchi (Chosŏn'gŭl : 천지 Ch'ŏnji o Cheonji; en chino: 天池, Tiānchí; Manchú: Tamun omo o Tamun juce) es un lago de cráter en la frontera entre China y Corea del Norte. Se encuentra dentro de una caldera en la cima de la montaña volcánica Paektu, una parte de la cordillera Baekdudaegan y la cordillera Changbai. Se encuentra en parte en Ryanggang, Corea del Norte, a 42°00′22″N 128°03′25″E / 42.006, 128.057, y en parte en la provincia de Jilin, noreste de China.

## Geología y limnología

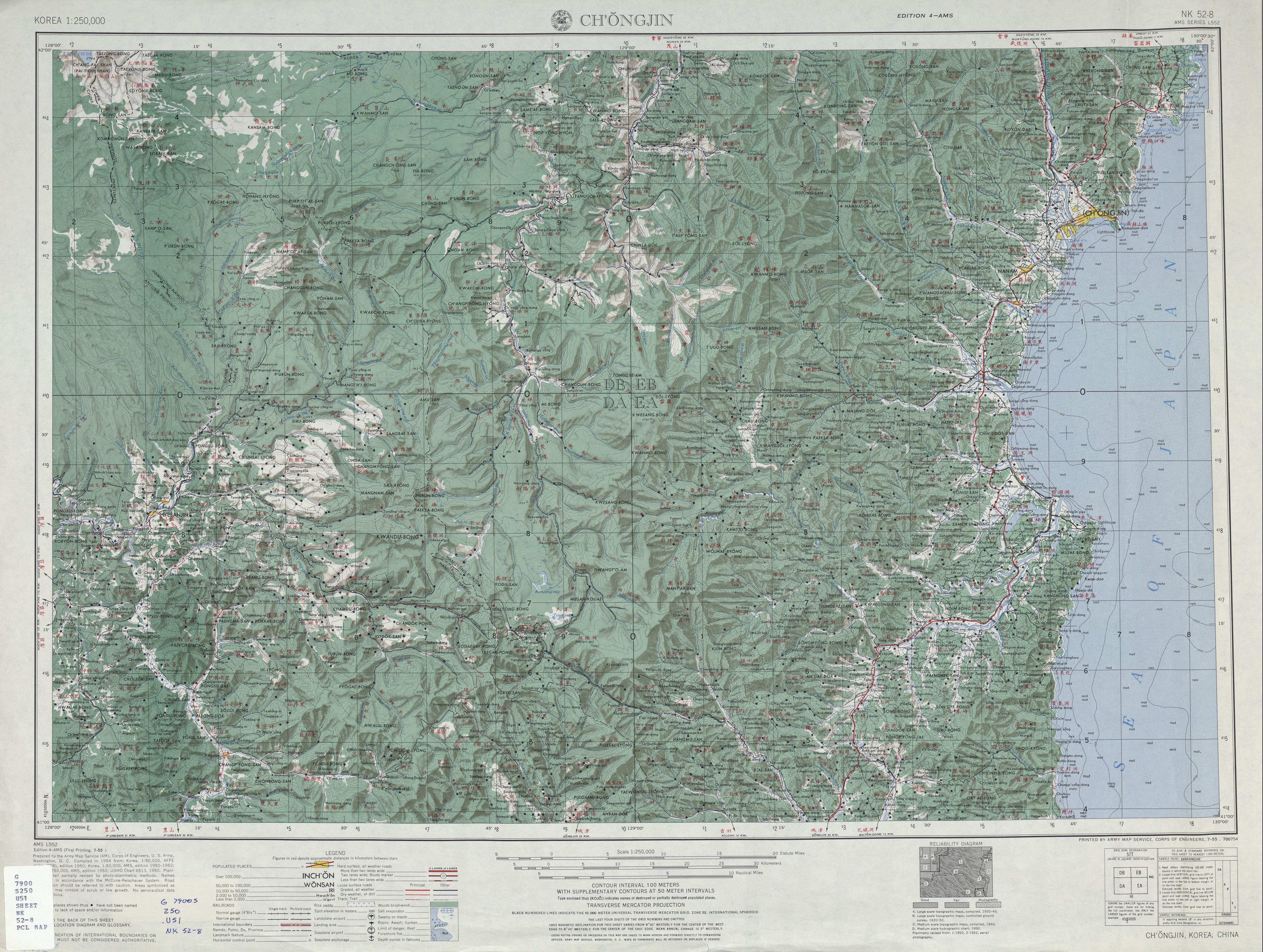
Mapa que incluye el Lago Tianchi (etiquetado como T'IEN CH'IH 天池) y la región circundante (1954)

La caldera que contiene al Lago Tianchi fue creada por la erupción de 946 de la montaña Paektu . 
El lago tiene la elevación de su superficie a 2189.1m (7182 ft). El lago cubre un área de 9,82 kilómetros cuadrados (3,8 mi²) con una longitud sur-norte de 4,85 kilómetros (3 mi) y una longitud este-oeste de 3,35 kilómetros (2,1 mi). La profundidad promedio del lago es 213 metros (698,8 pies) y una profundidad máxima de 384 metros (1259,8 pies). Desde mediados de octubre hasta mediados de junio, generalmente está cubierto de hielo. 

## Historia

### Nombres y leyendas
En la literatura china antigua, Tianchi  también se refiere a Nanming (南冥  a veces traducido como "mar del sur"). 
La propaganda norcoreana afirma que Kim Jong-il nació cerca del lago en la montaña. De acuerdo con esto, las agencias de noticias de Corea del Norte informaron que a su muerte, el hielo en el lago se agrietó "tan fuerte que pareció sacudir los cielos y la Tierra".

### Visitas notables
Como parte de una cumbre intercoreana, los jefes de Estado Kim Jong-un y Moon Jae-in visitaron el Monte Paektu y lago Tianchi el 20 de septiembre de 2018. Moon llenó una botella con agua del lago para llevarla de regreso a Corea del Sur. La visita al lago fue un gesto simbólico, ya que tanto el lago como la montaña tienen un significado cultural considerable para el pueblo coreano. El monte Paektu se menciona en los himnos de Corea del Norte y del Sur, y se considera el hogar espiritual de los coreanos.

### Monstruo del lago Tianchi

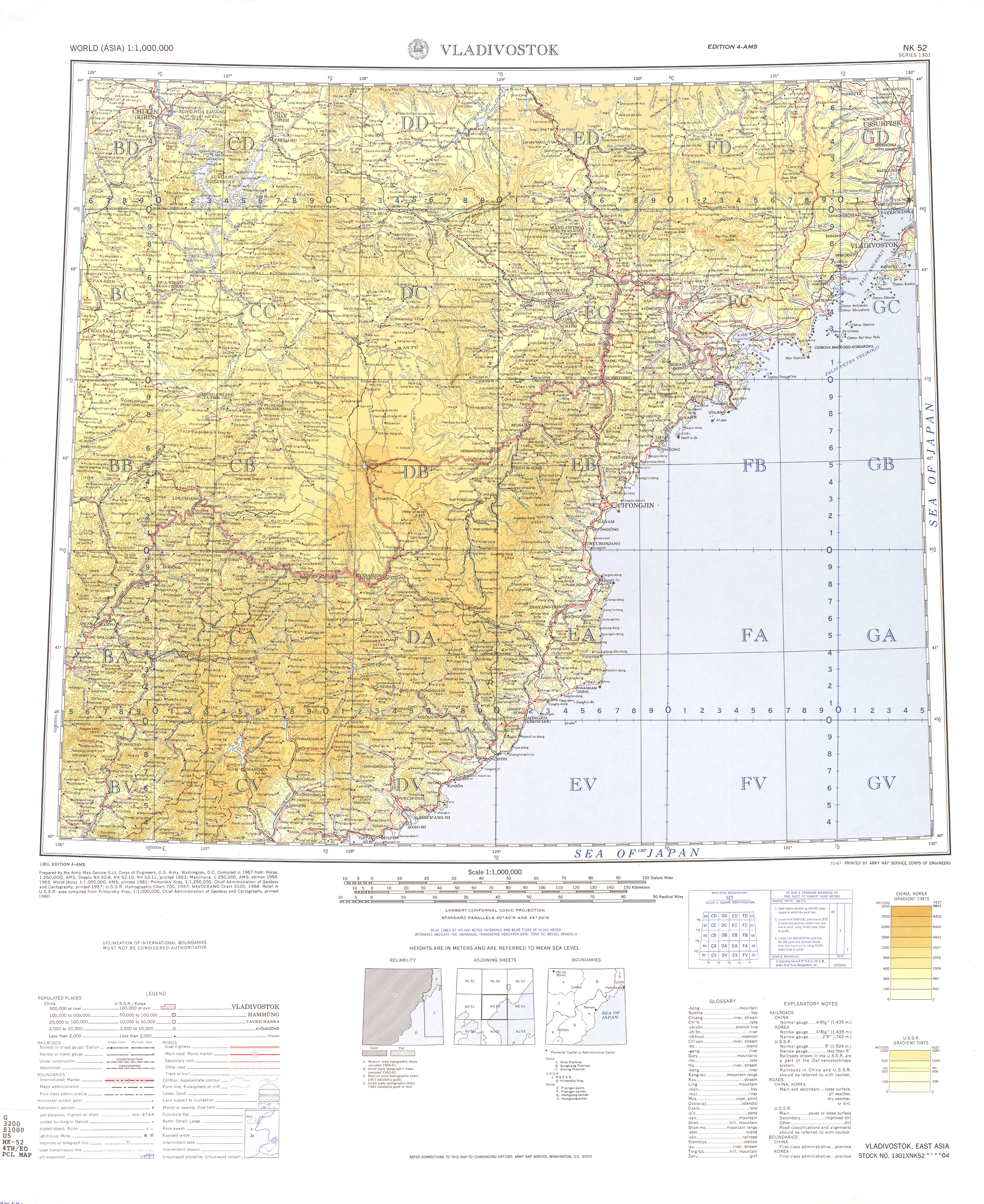
Mapa que incluye al lago Tianchi (etiquetado como T'ien Ch'ih) y la región circundante (1967)

Se alega que el lago Tianchi es el hogar del monstruo del lago Tianchi.
El 6 de septiembre de 2007, Zhuo Yongsheng (director del centro de noticias de una estación de televisión, a cargo de la oficina de administración de la reserva natural en el Monte Changbaishan, Jilin) grabó un video de 20 minutos de seis "Monstruos del Lago Tianchi " con aletas en forma de foca, cerca de la frontera norcoreana. Envió fotos de las criaturas del tipo Monstruo del Lago Ness a la oficina provincial de Xinhua en Jilin. Una de ellas mostraba a las criaturas nadando en tres pares, en paralelo. Otro los mostró juntos, dejando ondas en el lago volcánico.